# E-therapie
E-therapie, ook wel internettherapie of internetbehandeling genoemd, is een behandelingsmethode voor psychologische problemen waarbij het contact tussen de e-therapeut en cliënt verloopt via een website, e-mail of chatprogramma. Schrijfopdrachten maken vaak deel uit van de behandelmethode. E-therapie wordt in toenemende mate en steeds breder toegepast voor psychologische problemen als depressie, rouw, eetstoornis, paniekaanvallen, verwerking van schokkende ervaringen en burn-out.

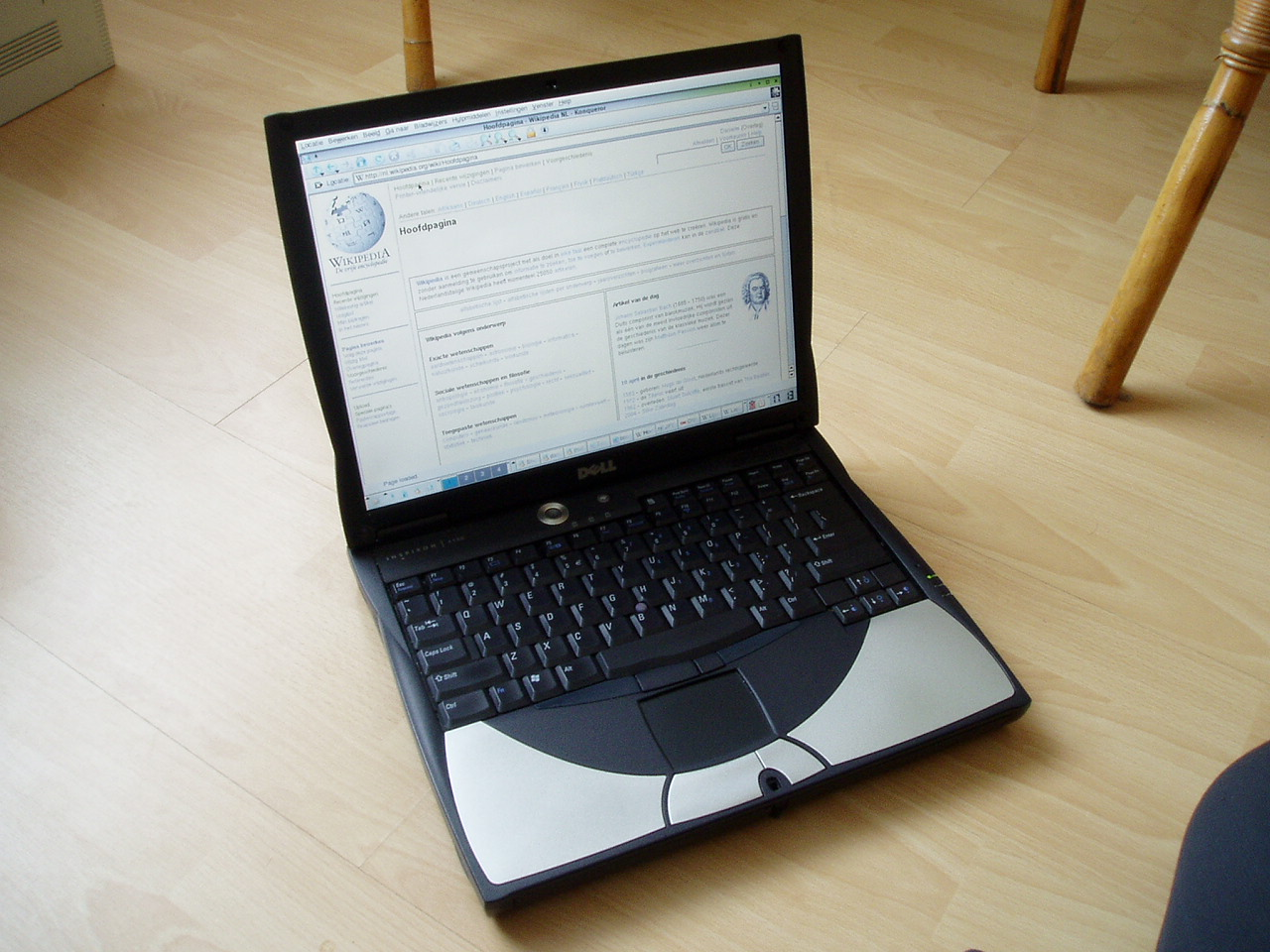
Voor e-therapie is een computer met internetverbinding nodig

## Werkwijze
Internettherapieën richten zich op psychische problemen die goed aan te pakken zijn met een kortdurende behandeling. Er wordt gewerkt met een duidelijk programma, zodat de klant weet hoelang het gaat duren en wat de verschillende stappen zijn. Net als bij 'gewone' therapie is er over het algemeen één therapeut bij een behandeling van een cliënt betrokken. Kenmerkend voor internettherapie is echter dat er geen persoonlijk contact is met de hulpverlener. Alle communicatie verloopt via e-mail, chat, video-conferencing of een afgeschermde internetomgeving.

Aan de therapie kan een elektronische intake voorafgaan. In dat geval wordt de cliënt gevraagd om elektronische vragenlijsten en testen in te vullen, zodat de e-therapeut een eerste, oriënterende diagnose kan opstellen en kan bepalen of e-therapie een geschikte methode is. De behandeling zelf verloopt vaak in de vorm van opdrachten of vragen die de cliënt opgestuurd krijgt. Deze voert de opdrachten uit en beantwoordt de vragen, mailt het resultaat en ontvangt van de behandelaar een reactie met verdere aanwijzingen. In een chatomgeving hebben de cliënt en behandelaar de mogelijkheid direct op elkaar te reageren. Sommige e-therapeuten gebruiken een afgeschermde internetomgeving waarop de cliënt kan inloggen.

## Voordelen van e-therapie
Mogelijke voordelen van e-therapie zijn: 
1. De toegankelijkheid en lagere drempel: doorgaans zijn er geen wachttijden, is de intake kort en kan direct worden gestart met de therapie.
2. De 'anonimiteit' die wordt ervaren, maakt dat cliënten open durven te zijn.
3. De snelheid.
4. De flexibiliteit: niet afhankelijk van afspraken en kantooruren.
5. E-therapie kan goedkoper zijn dan 'normale' therapie.

## Nadelen van e-therapie
Mogelijke nadelen van e-therapie zijn:
1. Er kunnen twijfels zijn over vertrouwelijkheid, privacy en de technologie.
2. De therapeut kan moeilijk of niet reageren in crisissituaties.
3. De therapeut ziet geen non-verbale communicatie van de cliënt. De cliënt moet zijn gevoel kunnen verwoorden.
4. Door de anonimiteit zijn cliënten ook eerder geneigd om af te haken dan bij reguliere therapie.

## Toepasbaarheid van e-therapie
De methode is niet voor elke klacht toepasbaar en moet bovendien passen bij de cliënt. Hoewel de precieze criteria verschillen van aanbieder tot aanbieder, kan in het algemeen worden gesteld dat de methode minder geschikt is bij:
- psychotische klachten (wanen & hallucinaties) of het gebruik van antipsychotica
- dissociatieve klachten
- suïciderisico
- crisissituaties.

## Vertrouwelijkheid van het dossier
Een belangrijk punt van aandacht is de vertrouwelijkheid van cliëntinformatie. Het gebruik van elektronische communicatiemiddelen levert grote gevaren op ten aanzien van de vertrouwelijkheid van gegevens, wanneer deze gegevens niet goed zijn beveiligd. In het recente verleden zijn er wereldwijd verschillende gevallen geweest waarbij per ongeluk grote hoeveelheden patiëntendossiers op internet werden geplaatst (niet speciaal e-therapiedossiers). Voor geïnteresseerden in een e-therapie verdient het aanbeveling om bij de aanbieder na te gaan welke maatregelen deze op dit gebied heeft getroffen. De cliënt kan zelf natuurlijk ook bijdragen aan de vertrouwelijkheid. Bijvoorbeeld door terughoudend te zijn met het gebruik van computers van anderen, e-mailadressen goed te controleren, programma's na gebruik af te sluiten en wachtwoorden privé te houden.

## Kwalificatie van de therapeut
Net zoals in de 'echte' wereld zijn er ook in de digitale wereld charlatans die makkelijk geld willen verdienen. De anonimiteit van internet maakt het relatief gemakkelijk je anders voor te doen dan je bent. Gelukkig zijn er allerlei zaken waar cliënten op kunnen letten:

### Opleiding
- Heeft de therapeut een relevante studie afgerond? (De titel psycholoog is in Nederland geen beschermde titel.)
- Staat hij/zij ingeschreven bij het NIP (Nederlands Instituut van Psychologen)?
- Heeft hij/zij een BIG-registratie?

### Richtlijnen
Is de behandeling in overeenstemming met de richtlijnen:
- Psychologische hulpverlening van de NVAB (2002)
- Online Communicatie van de KNMG (2005)
- Online dienstverlening van de KNMG (januari 2005).

### Certificering
Instellingen binnen de geestelijke gezondheidszorg kunnen zich certificeren, bijvoorbeeld met het HKZ-certificaat voor de geestelijke gezondheidszorg.

### Praktijk
Bij het inschatten van de kwaliteit van de therapie kan verder worden gekeken naar:
- De professionaliteit van de website.
- De normale praktijk van de therapeut naast de e-therapie (indien aanwezig).
- De openheid over en helderheid van de tarieven.
- De manier waarop de behandeling wordt geëvalueerd.
- De manier waarop met eventuele klachten zal worden omgegaan.

## Boeken
- Hsiung, R.C. (2002) E-Therapy: Case Studies, Guiding Principles, and the Clinical Potential of the Internet New York: W. W. Norton & Company
- Kraus, R., J. Zack en G. Stricker (2003) Online Counseling: A Handbook for Mental Health Professionals London: Elsevier Academic Press.
- Maheu, M.M., M.L. Pilier e.a. (2004) The Mental Health Professional and the New Technologies: A Handbook for Practice Today Mahwah: Lawrence Erlbaum Associates.
- Stofle, G.S. (2001) Choosing an Online Therapist: A Step-by-Step Guide to Finding Professional Help on the Web. Harrisburg: White Hat Communications.